# King Faisal Hospital
Das King Faisal Hospital (KFH) ist eines der größten Krankenhäuser Ruandas. Es befindet sich im Sektor Kacyiru des Distrikts Gasabo auf der Nordseite der Hauptstadt Kigali.

## Ausstattung und Personal
Das Krankenhaus verfügt über mehr als 167 Betten und 85 Ärzte. Chief Executive Officer ist Zerihun Abebe und Chief Medical Officer Augustin Sendegeya (Stand September 2024). Zu den vorhandenen Fachgebieten gehören die Neurochirurgie, Herz- und Thoraxchirurgie, orthopädische Chirurgie, Kardiologie, Nephrologie, Pädiatrie, Radiologie und Pathologie.

## Geschichte
Das King Faisal Hospital wurde zwischen 1987 und 1991 mit Unterstützung des Saudi Fund for Development (SFD) errichtet und nach dem saudi-arabischen König Faisal ibn Abd al-Aziz benannt. Es ist ein staatliches Privatunternehmen, das beim Rwanda Development Board (RDB) als Kapitalgesellschaft registriert ist.
Im Mai 2023 wurden am King Faisal Hospital erstmals in Ruanda Nierentransplantationen durchgeführt, sodass teure Überweisungen ins Ausland reduziert werden konnten. Bis Ende Juli 2024 wurden 32 Transplantationen erfolgreich durchgeführt. Im April 2024 wurde eine neurologische Abteilung eröffnet.
Im Juli 2024 wurde mit einem Ausbau des Krankenhauses begonnen, das die Bettenzahl auf fast 600 erhöhen soll. Zudem soll die Onkologieabteilung modernisiert und bestehende Dienste beispielsweise in der Notfallversorgung, Kardiologie und Orthopädischen Chirurgie erweitert werden. Darüber hinaus ist auch die Schaffung einer neuen Universität für Gesundheitswissenschaften geplant.
Im September 2024 kam es erstmals zu einem Ausbruch des Marburg-Virus in Ruanda. Die ersten Fälle traten im King Faisal Hospital auf, in dem daraufhin auch mehrere Krankenhausmitarbeiter ums Leben kamen.